# Neosemantismus
Von einem Neosemantismus (Zusammensetzung aus altgriechisch νέος néos ‚neu‘ und σημαίνειν sēmaínein ‚bezeichnen‘, ‚zum Zeichen gehörig‘; auch Neusemen, Neubedeutung) wird ausgegangen, wenn einer bereits vorhandenen mono- oder polysemen lexikalischen Einheit ein weiteres Semem, d. h. eine neue Bedeutung oder Bedeutungserweiterung, hinzugefügt wird, sodass eine lexikalische Einheit eine gänzlich neue Bedeutung erhält oder eine vorhandene Bedeutung spezifiziert und um zusätzliche Seme erweitert wird, wobei sich im Zuge einer solchen Bedeutungserweiterung eine separate, vor allem aber modifizierende Bedeutung etabliert.

## Abgrenzung
Im Gegensatz zum Neologismus, einem Neuwort, das als neue Wortschöpfung, neue Wortkombinationen oder Übernahme aus einer anderen Sprache in Verwendung gelangt, ist der Neosemantismus ein bekanntes und verwendetes Wort, dem eine weitere und neue Bedeutung hinzugefügt wird.

## Beispiele
In Folge sind Beispiele mit einem oder mehreren Neosemantismen gelistet.
- Virus, „biologisch infektiöses Partikel“, siehe Viren
  - Virus, Neubedeutung für „Schadprogramm für Computer“, siehe Computervirus
- Maus, ursprünglich „Nagetier“ aus der Überfamilie der Mäuseartigen, speziell die Hausmaus aus der Gattung der Mäuse (Mus)
  - Maus, Neubedeutung als „Kurzform für die Die Sendung mit der Maus“, eine Kindersendung der ARD
  - Maus, Neubedeutung  für „Eingabegerät für Computer“
- geil, ursprünglich „Adjektiv für einen besonders dicht und grün bewachsenen Wiesenfleck“, natürlich oder nach Überdüngung
  - geil, Neubedeutung für „erregt sein, sexuell fordernd sein“
  - geil, Neubedeutung in der Jugendsprache für „hervorragend, super, gut“
  - geil, Neubedeutung in der österreichischen Umgangssprache für „üppig, auch übertrieben fett oder süß“ bei Nahrungsmitteln